# Вірджиліо Спігаї
Вірджиліо Спігаї (італ. Virgilio Spigai, 24 вересня 1907, Ла-Спеція - 30 липня 1976, Рим)  - італійський адмірал, начальник генерального штабу ВМС Італії протягом 1968-1970 років.

## Біографія
Вірджиліо Спігаї народився 24 вересня 1907 року в Ла-Спеції. У 1923 році вступив до Військово-морської академії в Ліворно, яку закінчив з відзнакою у 1928 році у званні гардемарина. Протягом 1931-1933 років, у званні молодшого лейтенанта, ніс службу в Шанхаї на борту канонерського човна «Себастьяно Кабото». Після повернення в Італію отримав звання лейтенанта і ніс службу на борту есмінців «Леоне» та «Ніколо Дзено». Протягом 1937-1938 років був начальником артилерії на борту крейсера «Дука дельї Абруцці».
Після закінчення Школи морського командування 1940 році Вірджиліо Спігаї отримав звання капітана III рангу і був призначений капітаном підводного човна «Аметіста». Командував цим човном до січня 1943 року, після чого отримав звання капітана II рангу і був призначений командувачем 5-ї групи підводних човнів, яка базувалась на острові Лерос.
Після капітуляції Італії 8 вересня 1943 року гарнізон острова, яким командував адмірал Луїджі Маскерпа,  відмовився співпрацювати з німцями і потягом 2 місяців чинив опір. Вірджиліо Спігаї під час оборони керував артилерією острова. Після захоплення Лероса 17 листопада 1943 року він потрапив у полон і був поміщений у табір військовополонених у Німеччині. Повернувся до Італії у вересні 1945 року. За мужність під час оборони Лероса був нагороджений Військовим орденом Італії.
Протягом 1946-1947 років Вірджиліо Спігаї командував лінкором «Вітторіо Венето», потім командував дивізіоном міноносців. У 1950 році отримав звання капітана I рангу і  протягом п'яти років був керівником відділу планування та операцій у генеральному штабі ВМС Італії. Протягом 1956-1957 років керував Школою військово-морського командування.
У 1957 році отримав звання контрадмірала і протягом 4 років керував Інститутом морської війни (італ. Instituto di guerra maritimma). У 1962 році отримав звання дивізійного адмірала. Протягом 1962-1963 років керував 1-ю морською дивізією. У 1964 році отримав звання ескадреного адмірала. Був військовим радником президента Республіки.
З серпня 1968 року по жовтень 1970 року був начальником генерального штабу ВМС Італії.
Помер 30 липня 1976 року у Римі.
Вірджиліо Спігаї був автором низки книг з морської історії, а також статей, присвячених питанням розвитку флоту і впровадження новітніх досягнень науки і техніки.

## Нагороди
- Бронзова медаль «За військову доблесть» (нагороджений тричі)
- Кавалер військового ордена Італії
- Хрест «За військові заслуги» (нагороджений двічі)
- Кавалер Ордена Корони Італії
- Кавалер Колоніального ордена Зірки Італії
- Кавалер Великого хреста Ордена «За заслуги перед Італійською Республікою»